# Giuseppe Baturi
Giuseppe Salvatore Baturi (ur. 21 marca 1964 w Katanii) – włoski duchowny katolicki, arcybiskup Cagliari od 2019, Sekretarz Generalny Konferencji Episkopatu Włoch od 2022.

## Życiorys
Święcenia kapłańskie otrzymał 2 stycznia 1993 i został inkardynowany do archidiecezji Katanii. Był m.in. ekonomem diecezjalnym, wikariuszem biskupim ds. ekonomicznych, prokuratorem arcybiskupim oraz dyrektorem komisji Konferencji Episkopatu Włoch ds. problemów prawnych. W 2015 mianowany podsekretarzem tejże konferencji.
16 listopada 2019 papież Franciszek mianował go arcybiskupem Cagliari. Sakry udzielił mu 5 stycznia 2020 kardynał Gualtiero Bassetti, a współkonsekratorami byli Arrigo Miglio oraz Salvatore Gristina. 5 lipca 2022 papież Franciszek mianował go Sekretarzem Generalnym Konferencji Episkopatu Włoch.